# Bram Stoker Awards 1994
Der Bram Stoker Award 1994 wurde im Jahr 1995 für Literatur aus dem Vorjahr in sechs Kategorien vergeben. Bei der Verleihung werden jährlich außergewöhnliche Beiträge zur Horrorliteratur geehrt. Der Bram Stoker Award wird seit 1987 vergeben, die Gewinner werden per Wahl von den Mitgliedern der Horror Writers Association (HWA) bestimmt.
Nachdem bei den Bram Stoker Awards 1993 Preise in insgesamt zehn statt wie vorher in sieben Kategorien vergeben wurden, wurden 1994 wieder nur Preise in sechs Kategorien verliehen. Dabei wurde die Kategorie Long Fiction wieder eingeführt, die neuen Kategorien für Andere Medien (Other Media) sowie der Special Trustees Award wurden nicht vergeben, außerdem wurde auch kein Sachbuchpreis verliehen. Nancy Holder gewann in zwei Kategorien (Roman und Kurzgeschichte), ebenso wie Robert Bloch (Novelle und Sammelband).

## Gewinner und nominierte Autoren
Der Bram Stoker Award 1994 wurde im Jahr 1995 in sechs Kategorien vergeben:
| Kategorie                         | Gewinner                  | Werk                              | Weitere nominierte Autoren | Bilder der Gewinner                    |
| --------------------------------- | ------------------------- | --------------------------------- | --- | -------------------------------------- |
| Roman (Novel)                     | Nancy Holder              | Dead in the Water                 | - Caleb Carr: The Alienist (deutsch: Die Einkreisung) - Jonathan Carroll: From the Teeth of Angels (deutsch: Wenn Engel Zähne zeigen) - Stephen King: Insomnia (deutsch: Schlaflos) - Patrick McCabe: The Butcher Boy (deutsch: Der Schlächterbursche) |                                        |
| Erstlingswerk (First Novel)       | Michael A. Arnzen         | Grave Markings                    | - Jay Bonansinga: The Black Mariah - Robert Devereaux: Deadweight - Nancy Kilpatrick: Near Death |                                        |
| Novelle (Long Fiction)            | Robert Bloch              | The Scent of Vinegar              | - Charles L. Grant: Sometimes in the Rain - Brian Hodge: The Alchemy of the Throat - Joe R. Lansdale: Bubba Ho-Tep - William Trotter: The Siren of Swan Quarter                                                                                        | Robert Bloch, 1985                     |
| Kurzgeschichte (Short Fiction)    | Nancy Holder Jack Ketchum | Cafe Endless: Spring Rain The Box | - Edward Lee: Mr. Torso - Lucy Taylor: Things of Which We Do Not Speak | Jack Ketchum, 2009                     |
| Sammelband (Fiction Collection)   | Robert Bloch              | The Early Fears                   | - Joe R. Lansdale: Writer of the Purple Rage - Lucy Taylor: The Flesh Artist - Andrew Vachss: Born Bad | Robert Bloch, 1976                     |
| Lebenswerk (Lifetime Achievement) | Christopher Lee           |                                   | | Christopher Lee auf der Berlinale 2012 |